# Hieracium lanugineum
Hieracium lanugineum là một loài thực vật có hoa trong họ Cúc. Loài này được Brenner mô tả khoa học đầu tiên năm 1907.